# Anthomuricea brunnea
Anthomuricea brunnea is een zachte koraalsoort uit de familie Plexauridae. De koraalsoort komt uit het geslacht Anthomuricea. Anthomuricea brunnea werd in 1910 voor het eerst wetenschappelijk beschreven door Nutting. 